# Sportfreunde Seligenstadt
Die Sportfreunde Seligenstadt e. V. sind ein Sportverein aus Seligenstadt in Hessen.

## Geschichte
Der Verein wurde im Dezember 1946 gegründet und hat heute über 1200 Mitglieder. Außer Fußball bieten die Sportfreunde auch noch weitere Abteilungen wie Ausgleichssport, Bogenschießen, Gymnastik, Ju-Jutsu, Leichtathletik, Tennis und Volleyball an.
Die erste Fußballmannschaft stieg im Jahre 2013 in die fünftklassige Hessenliga auf. 2017 erfolgte aus finanziellen Gründen der Rückzug. Gespielt wurde auf der Sportanlage Aschaffenburger Straße  oder im Städtischen Stadion an der Zellhäuser Straße.
Die Abteilung Leichtathletik hat sich mit anderen Leichtathletik-Vereinen im Ostkreis Offenbach zur LG Seligenstadt zusammengeschlossen.

## Bekannte Spieler
- Cenk Güvenç
- Roland Höfling
- Michael König
- Thomas Kloss
- Mergim Mavraj
- Christopher Reinhard
- Alexander Schur
- Peter Sprung
- Stefan Wöber